# ديلبرت مكلينتون
ديلبرت مكلينتون (بالإنجليزية: Delbert McClinton)‏ هو عازف بيانو وكاتب أغاني وموسيقي أمريكي، ولد في 4 نوفمبر 1940 في لوبوك في الولايات المتحدة.

## وصلات خارجية
- الموقع الرسمي
- ديلبرت مكلينتون على موقع IMDb (الإنجليزية)
- ديلبرت مكلينتون على موقع ميوزك برينز (الإنجليزية)
- ديلبرت مكلينتون على موقع أول ميوزيك (الإنجليزية)
- ديلبرت مكلينتون على موقع ديسكوغز (الإنجليزية)
- ديلبرت مكلينتون على موقع قاعدة بيانات الفيلم (الإنجليزية)